# 陈薇涵
陈薇涵（Tan Wei Han，1993年7月16日—），新加坡女子羽毛球運動員。

## 簡歷
陈薇涵七歲開始接觸羽球。
2014年8月，陈薇涵出戰新加坡國際系列賽，與许永凯合作贏得混合雙打冠軍。
2021年10月，陳薇涵與其混雙搭檔许永凯結婚。隔年1月，陳薇涵／許永凱在印度公開賽混雙決賽擊敗馬來西亞的陳堂傑／白燕薇奪冠。3月再奪奧爾良大師賽冠軍。

## 主要比賽成績
只列出曾進入準決賽的國際賽事成績：
| 年份   | 賽事                     | 公開賽級別 | 項目     | 拍檔                 | 成績   |
| ------ | ------------------------ | ---------- | -------- | -------------------- | ------ |
| 2014年 | 印尼羽毛球國際系列賽     | 國際系列賽 | 女子雙打 | Dellis Yuliana       | 準決賽 |
| 2014年 | 新加坡羽毛球國際系列賽   | 國際系列賽 | 女子雙打 | Dellis Yuliana       | 準決賽 |
| 2014年 | 新加坡羽毛球國際系列賽   | 國際系列賽 | 混合雙打 | 许永凯               | 冠軍   |
| 2014年 | 馬來西亞羽毛球國際挑戰賽 | 國際挑戰賽 | 混合雙打 | 许永凯               | 亞軍   |
| 2015年 | 越南羽毛球國際挑戰賽     | 國際挑戰賽 | 混合雙打 | 许永凯               | 準決賽 |
| 2015年 | 東南亞運動會羽毛球比賽   | 其他       | 女子團體 | －                   | 銅牌   |
| 2015年 | 馬來西亞羽毛球國際挑戰賽 | 國際挑戰賽 | 混合雙打 | 许永凯               | 準決賽 |
| 2015年 | 孟加拉羽毛球國際挑戰賽   | 國際挑戰賽 | 混合雙打 | 许永凯               | 冠軍   |
| 2015年 | 印度羽毛球國際挑戰賽     | 國際挑戰賽 | 女子雙打 | 欣塔·穆利亚·萨里     | 準決賽 |
| 2015年 | 印度羽毛球國際挑戰賽     | 國際挑戰賽 | 混合雙打 | 许永凯               | 準決賽 |
| 2016年 | 樂魚羽毛球國際挑戰賽     | 國際挑戰賽 | 混合雙打 | 许永凯               | 冠軍   |
| 2016年 | 匈牙利羽毛球國際賽       | 國際系列賽 | 混合雙打 | 许永凯               | 冠軍   |
| 2016年 | 韓國羽毛球大師賽         | 大獎賽     | 混合雙打 | 许永凯               | 準決賽 |
| 2017年 | 泰國羽毛球大師賽         | 黃金大獎賽 | 混合雙打 | 许永凯               | 準決賽 |
| 2017年 | 泰國羽毛球黃金大獎賽     | 黃金大獎賽 | 混合雙打 | 许永凯               | 準決賽 |
| 2017年 | 東南亞運動會羽毛球比賽   | 其他       | 女子團體 | －                   | 銅牌   |
| 2018年 | 尼泊爾羽毛球國際系列賽   | 國際系列賽 | 混合雙打 | 丹尼·巴瓦·克里斯南塔 | 準決賽 |
| 2018年 | 土耳其羽毛球國際賽       | 國際系列賽 | 混合雙打 | 丹尼·巴瓦·克里斯南塔 | 冠軍   |
| 2019年 | 愛沙尼亞羽毛球國際賽     | 國際系列賽 | 混合雙打 | 丹尼·巴瓦·克里斯南塔 | 冠軍   |
| 2019年 | 瑞典羽毛球公開賽         | 國際系列賽 | 混合雙打 | 丹尼·巴瓦·克里斯南塔 | 冠軍   |
| 2019年 | 奧地利羽毛球公開賽       | 國際挑戰賽 | 混合雙打 | 丹尼·巴瓦·克里斯南塔 | 亞軍   |
| 2019年 | 中國陵水羽毛球大師賽     | 超級100賽  | 混合雙打 | 丹尼·巴瓦·克里斯南塔 | 準決賽 |
| 2019年 | 蒙古國羽毛球國際賽       | 國際挑戰賽 | 混合雙打 | 丹尼·巴瓦·克里斯南塔 | 準決賽 |
| 2019年 | 俄羅斯羽毛球公開賽       | 超級100賽  | 混合雙打 | 丹尼·巴瓦·克里斯南塔 | 準決賽 |
| 2019年 | 馬爾代夫羽毛球國際挑戰賽 | 國際挑戰賽 | 混合雙打 | 丹尼·巴瓦·克里斯南塔 | 準決賽 |
| 2021年 | 荷蘭羽毛球公開賽         | 國際挑戰賽 | 混合雙打 | 许永凯               | 準決賽 |
| 2021年 | 捷克羽毛球公開賽         | 國際系列賽 | 混合雙打 | 许永凯               | 冠軍   |
| 2021年 | 比利時羽毛球國際賽       | 國際挑戰賽 | 混合雙打 | 许永凯               | 準決賽 |
| 2022年 | 印度羽毛球公開賽         | 超級500賽  | 混合雙打 | 许永凯               | 冠軍   |
| 2022年 | 奧爾良羽毛球大師賽       | 超級100賽  | 混合雙打 | 许永凯               | 冠軍   |
| 2022年 | 東南亞運動會羽毛球比賽   | 其他       | 女子團體 | －                   | 銅牌   |
| 2022年 | 英聯邦運動會羽毛球比賽   | 其他       | 混合團體 | －                   | 銅牌   |
| 2022年 | 英聯邦運動會羽毛球比賽   | 其他       | 混合雙打 | 許永凱               | 金牌   |
| 2023年 | 東南亞運動會羽毛球比賽   | 其他       | 女子團體 | －                   | 銅牌   |
| 2023年 | 阿布達比羽毛球大師賽     | 超級100賽  | 混合雙打 | 許永凱               | 亞軍   |
| 2023年 | 愛爾蘭羽毛球公開賽       | 國際挑戰賽 | 混合雙打 | 許永凱               | 冠軍   |
| 2023年 | 古瓦哈蒂羽毛球大師賽     | 超級100賽  | 混合雙打 | 許永凱               | 冠軍   |
| 2023年 | 奧迪沙羽毛球大師賽       | 超級100賽  | 混合雙打 | 許永凱               | 亞軍   |
| 2024年 | 馬來西亞羽毛球公開賽     | 超級1000賽 | 混合雙打 | 許永凱               | 準決賽 |

| 2007-2017年 | 首要超級賽 | 超級賽 | 黃金大獎賽 | 大獎賽 | 國際挑戰賽 | 國際系列賽 | 未來系列賽 | 其他 |

| 2018-2026年 | 總決賽 | 超級1000賽 | 超級750賽 | 超級500賽 | 超級300賽 | 超級100賽 | 國際挑戰賽 | 國際系列賽 | 未來系列賽 | 其他 |

### 奧運會和世錦賽參賽紀錄
|          | 搭檔           | 2019 | 2022 | 2023 | 2024       |
| -------- | -------------- | ---- | ---- | ---- | ---------- |
| 混合雙打 | D·B·克里斯南塔 | 64強 | －   | －   | －         |
| 混合雙打 | 许永凯         | －   | 16強 | 32強 | 小組第三名 |